# Ursini (Caulonia)
Ursini è una frazione del Comune di Caulonia in provincia di Reggio Calabria, dista 3,71 km dal comune. Si giunge tramite la Strada Provinciale 90.

## Luoghi di interesse
A Ursini si trova la chiesa parrocchiale di Santa Maria Aiuto dei Cristiani, eretta verso il 1859 e ricostruita nel 1939.